# Пошта (Тулћа)
Пошта (рум. Poșta) насеље је у Румунији у округу Тулћа у општини Фрекацеј. Oпштина се налази на надморској висини од 72 m.

## Становништво
Према подацима из 2002. године у насељу је живело 638 становника, од којих су сви румунске националности.